# Ctenobelba leei
Ctenobelba leei är en kvalsterart som beskrevs av Choi 2005. Ctenobelba leei ingår i släktet Ctenobelba och familjen Ctenobelbidae. Inga underarter finns listade i Catalogue of Life.